# Tour du Pays basque 2015
La 55e édition du Tour du Pays basque a eu lieu du 6 au 11 avril 2015. C'est la neuvième épreuve de l'UCI World Tour 2015.
L'épreuve a été remportée par l'Espagnol Joaquim Rodríguez (Katusha), vainqueur des troisième et quatrième étapes, respectivement de treize et vingt-neuf secondes devant le Colombien Sergio Henao (Sky) et son compatriote Ion Izagirre (Movistar).
Aux niveaux des classements annexes, Rodríguez remporte ceux par points et du combiné, l'Espagnol Omar Fraile (Caja Rural-Seguros RGA) s'adjuge celui de la montagne tandis que le Belge Louis Vervaeke (Lotto-Soudal) gagne celui des Metas Volantes. Le Britannique Simon Yates (Orica-GreenEDGE) finit meilleur jeune et la formation russe Katusha meilleure équipe.

## Présentation

### Équipes
Dix-neuf équipes participent à ce Tour du Pays basque - dix-sept WorldTeams et deux équipes continentales professionnelles :
| UCI WorldTeams      | UCI WorldTeams | UCI WorldTeams |
| Nom de l'équipe     | Pays           | Code           |
| ------------------- | -------------- | -------------- |
| AG2R La Mondiale    | France         | ALM            |
| Astana              | Kazakhstan     | AST            |
| BMC Racing          | États-Unis     | BMC            |
| Cannondale-Garmin   | États-Unis     | TCG            |
| Etixx-Quick Step    | Belgique       | EQS            |
| FDJ                 | France         | FDJ            |
| Giant-Alpecin       | Allemagne      | TGA            |
| IAM                 | Suisse         | IAM            |
| Katusha             | Russie         | KAT            |
| Lampre-Merida       | Italie         | LAM            |
| Lotto NL-Jumbo      | Pays-Bas       | TLJ            |
| Lotto-Soudal        | Belgique       | LTS            |
| Movistar            | Espagne        | MOV            |
| Orica-GreenEDGE     | Australie      | OGE            |
| Sky                 | Royaume-Uni    | SKY            |
| Tinkoff-Saxo        | Russie         | TCS            |
| Trek Factory Racing | États-Unis     | TFR            |

| Équipes continentales professionnelles | Équipes continentales professionnelles | Équipes continentales professionnelles |
| Nom de l'équipe                        | Pays                                   | Code                                   |
| -------------------------------------- | -------------------------------------- | -------------------------------------- |
| Caja Rural-Seguros RGA                 | Espagne                                | CJR                                    |
| Cofidis                                | France                                 | COF                                    |

## Étapes
| Étape     | Date     | Villes étapes               |                             | Distance (km) | Vainqueur d’étape | Leader du classement général |
| --------- | -------- | --------------------------- | --------------------------- | ------------- | ----------------- | ---------------------------- |
| 1re étape | 6 avril  | Bilbao - Bilbao             | Étape vallonnée             | 162,7         | Michael Matthews  | Michael Matthews             |
| 2e étape  | 7 avril  | Bilbao - Vitoria-Gasteiz    | Étape de moyenne montagne   | 175,4         | Fabio Felline     | Michael Matthews             |
| 3e étape  | 8 avril  | Vitoria-Gasteiz - Zumarraga | Étape de moyenne montagne   | 170,7         | Joaquim Rodríguez | Sergio Henao                 |
| 4e étape  | 9 avril  | Zumarraga - Alto de Arrate  | Étape de montagne           | 162,2         | Joaquim Rodríguez | Sergio Henao                 |
| 5e étape  | 10 avril | Eibar - Aia                 | Étape de moyenne montagne   | 155,5         | Mikel Landa       | Sergio Henao                 |
| 6e étape  | 11 avril | Aia - Aia                   | Contre-la-montre individuel | 18,3          | Tom Dumoulin      | Joaquim Rodríguez            |

## Déroulement de la course

### 1reétape
| Classement de l'étape | Classement de l'étape | Classement de l'étape | Classement de l'étape | Classement de l'étape |
|                       | Coureur               | Pays                  | Équipe                | Temps                 |
| --------------------- | --------------------- | --------------------- | --------------------- | --------------------- |
| 1er                   | Michael Matthews      | Australie             | Orica-GreenEDGE       | en 3 h 57 min 7 s     |
| 2e                    | Michał Kwiatkowski    | Pologne               | Etixx-Quick Step      | m.t                   |
| 3e                    | Ilnur Zakarin         | Russie                | Katusha               | m.t                   |
| 4e                    | Kévin Réza            | France                | FDJ                   | m.t                   |
| 5e                    | Tony Gallopin         | France                | Lotto-Soudal          | m.t                   |
| 6e                    | Julien Simon          | France                | Cofidis               | m.t                   |
| 7e                    | Fabio Felline         | Italie                | Trek Factory Racing   | m.t                   |
| 8e                    | Valerio Agnoli        | Italie                | Astana                | m.t                   |
| 9e                    | Petr Vakoč            | Tchéquie              | Etixx-Quick Step      | m.t                   |
| 10e                   | Daniel Moreno         | Espagne               | Katusha               | m.t                   |
| modifier              |                       |                       |                       |                       |

| Classement général | Classement général | Classement général | Classement général  | Classement général |
|                    | Coureur            | Pays               | Équipe              | Temps              |
| ------------------ | ------------------ | ------------------ | ------------------- | ------------------ |
| 1er                | Michael Matthews   | Australie          | Orica-GreenEDGE     | en 3 h 57 min 7 s  |
| 2e                 | Michał Kwiatkowski | Pologne            | Etixx-Quick Step    | m.t                |
| 3e                 | Ilnur Zakarin      | Russie             | Katusha             | m.t                |
| 4e                 | Kévin Réza         | France             | FDJ                 | m.t                |
| 5e                 | Tony Gallopin      | France             | Lotto-Soudal        | m.t                |
| 6e                 | Julien Simon       | France             | Cofidis             | m.t                |
| 7e                 | Fabio Felline      | Italie             | Trek Factory Racing | m.t                |
| 8e                 | Valerio Agnoli     | Italie             | Astana              | m.t                |
| 9e                 | Petr Vakoč         | Tchéquie           | Etixx-Quick Step    | m.t                |
| 10e                | Daniel Moreno      | Espagne            | Katusha             | m.t                |
| modifier           |                    |                    |                     |                    |

### 2eétape
| Classement de l'étape | Classement de l'étape | Classement de l'étape | Classement de l'étape  | Classement de l'étape |
|                       | Coureur               | Pays                  | Équipe                 | Temps                 |
| --------------------- | --------------------- | --------------------- | ---------------------- | --------------------- |
| 1er                   | Fabio Felline         | Italie                | Trek Factory Racing    | en 4 h 32 min 32 s    |
| 2e                    | Michael Matthews      | Australie             | Orica-GreenEDGE        | m.t                   |
| 3e                    | Tony Gallopin         | France                | Lotto-Soudal           | m.t                   |
| 4e                    | Michał Kwiatkowski    | Pologne               | Etixx-Quick Step       | m.t                   |
| 5e                    | Philippe Gilbert      | Belgique              | BMC Racing             | m.t                   |
| 6e                    | Kévin Réza            | France                | FDJ                    | m.t                   |
| 7e                    | Julien Simon          | France                | Cofidis                | m.t                   |
| 8e                    | Peio Bilbao           | Espagne               | Caja Rural-Seguros RGA | m.t                   |
| 9e                    | Valerio Agnoli        | Italie                | Astana                 | m.t                   |
| 10e                   | Gianni Meersman       | Belgique              | Etixx-Quick Step       | m.t                   |
| modifier              |                       |                       |                        |                       |

| Classement général | Classement général | Classement général | Classement général     | Classement général |
|                    | Coureur            | Pays               | Équipe                 | Temps              |
| ------------------ | ------------------ | ------------------ | ---------------------- | ------------------ |
| 1er                | Michael Matthews   | Australie          | Orica-GreenEDGE        | en 8 h 29 min 39 s |
| 2e                 | Michał Kwiatkowski | Pologne            | Etixx-Quick Step       | m.t                |
| 3e                 | Fabio Felline      | Italie             | Trek Factory Racing    | m.t                |
| 4e                 | Tony Gallopin      | France             | Lotto-Soudal           | m.t                |
| 5e                 | Kévin Réza         | France             | FDJ                    | m.t                |
| 6e                 | Julien Simon       | France             | Cofidis                | m.t                |
| 7e                 | Valerio Agnoli     | Italie             | Astana                 | m.t                |
| 8e                 | Peio Bilbao        | Espagne            | Caja Rural-Seguros RGA | m.t                |
| 9e                 | Daniel Moreno      | Espagne            | Katusha                | m.t                |
| 10e                | Petr Vakoč         | Tchéquie           | Etixx-Quick Step       | m.t                |
| modifier           |                    |                    |                        |                    |

### 3eétape
| Classement de l'étape | Classement de l'étape | Classement de l'étape | Classement de l'étape | Classement de l'étape |
|                       | Coureur               | Pays                  | Équipe                | Temps                 |
| --------------------- | --------------------- | --------------------- | --------------------- | --------------------- |
| 1er                   | Joaquim Rodríguez     | Espagne               | Katusha               | en 4 h 39 min 2 s     |
| 2e                    | Sergio Henao          | Colombie              | Sky                   | + 0 s                 |
| 3e                    | Nairo Quintana        | Colombie              | Movistar              | + 0 s                 |
| 4e                    | Michał Kwiatkowski    | Pologne               | Etixx-Quick Step      | + 7 s                 |
| 5e                    | Rafał Majka           | Pologne               | Tinkoff-Saxo          | + 7 s                 |
| 6e                    | Michele Scarponi      | Italie                | Astana                | + 7 s                 |
| 7e                    | Samuel Sánchez        | Espagne               | BMC Racing            | + 7 s                 |
| 8e                    | Simon Yates           | Royaume-Uni           | Orica-GreenEDGE       | + 10 s                |
| 9e                    | Simon Špilak          | Slovénie              | Katusha               | + 10 s                |
| 10e                   | Tejay van Garderen    | États-Unis            | BMC Racing            | + 10 s                |
| modifier              |                       |                       |                       |                       |

| Classement général | Classement général | Classement général | Classement général | Classement général |
|                    | Coureur            | Pays               | Équipe             | Temps              |
| ------------------ | ------------------ | ------------------ | ------------------ | ------------------ |
| 1er                | Sergio Henao       | Colombie           | Sky                | en 13 h 8 min 41 s |
| 2e                 | Joaquim Rodríguez  | Espagne            | Katusha            | + 0 s              |
| 3e                 | Nairo Quintana     | Colombie           | Movistar           | + 0 s              |
| 4e                 | Michał Kwiatkowski | Pologne            | Etixx-Quick Step   | + 7 s              |
| 5e                 | Samuel Sánchez     | Espagne            | BMC Racing         | + 7 s              |
| 6e                 | Rafał Majka        | Pologne            | Tinkoff-Saxo       | + 7 s              |
| 7e                 | Michele Scarponi   | Italie             | Astana             | + 7 s              |
| 8e                 | Daniel Moreno      | Espagne            | Katusha            | + 10 s             |
| 9e                 | Alexis Vuillermoz  | France             | AG2R La Mondiale   | + 10 s             |
| 10e                | Tejay van Garderen | États-Unis         | BMC Racing         | + 10 s             |
| modifier           |                    |                    |                    |                    |

### 4eétape
| Classement de l'étape | Classement de l'étape | Classement de l'étape | Classement de l'étape | Classement de l'étape |
|                       | Coureur               | Pays                  | Équipe                | Temps                 |
| --------------------- | --------------------- | --------------------- | --------------------- | --------------------- |
| 1er                   | Joaquim Rodríguez     | Espagne               | Katusha               | en 4 h 5 min 10 s     |
| 2e                    | Bauke Mollema         | Pays-Bas              | Trek Factory Racing   | m.t                   |
| 3e                    | Simon Yates           | Royaume-Uni           | Orica-GreenEDGE       | m.t                   |
| 4e                    | Ion Izagirre          | Espagne               | Movistar              | m.t                   |
| 5e                    | Sergio Henao          | Colombie              | Sky                   | m.t                   |
| 6e                    | Michele Scarponi      | Italie                | Astana                | m.t                   |
| 7e                    | Nairo Quintana        | Colombie              | Movistar              | m.t                   |
| 8e                    | Ilnur Zakarin         | Russie                | Katusha               | m.t                   |
| 9e                    | Rui Costa             | Portugal              | Lampre-Merida         | m.t                   |
| 10e                   | Thibaut Pinot         | France                | FDJ                   | m.t                   |
| modifier              |                       |                       |                       |                       |

| Classement général | Classement général | Classement général | Classement général  | Classement général  |
|                    | Coureur            | Pays               | Équipe              | Temps               |
| ------------------ | ------------------ | ------------------ | ------------------- | ------------------- |
| 1er                | Sergio Henao       | Colombie           | Sky                 | en 17 h 13 min 51 s |
| 2e                 | Joaquim Rodríguez  | Espagne            | Katusha             | + 0 s               |
| 3e                 | Nairo Quintana     | Colombie           | Movistar            | + 0 s               |
| 4e                 | Michele Scarponi   | Italie             | Astana              | + 7 s               |
| 5e                 | Bauke Mollema      | Pays-Bas           | Trek Factory Racing | + 10 s              |
| 6e                 | Ilnur Zakarin      | Russie             | Katusha             | + 10 s              |
| 7e                 | Tejay van Garderen | États-Unis         | BMC Racing          | + 10 s              |
| 8e                 | Ion Izagirre       | Espagne            | Movistar            | + 10 s              |
| 9e                 | Simon Yates        | Royaume-Uni        | Orica-GreenEDGE     | + 10 s              |
| 10e                | Simon Špilak       | Slovénie           | Katusha             | + 10 s              |
| modifier           |                    |                    |                     |                     |

### 5eétape
| Classement de l'étape | Classement de l'étape | Classement de l'étape | Classement de l'étape | Classement de l'étape |
|                       | Coureur               | Pays                  | Équipe                | Temps                 |
| --------------------- | --------------------- | --------------------- | --------------------- | --------------------- |
| 1er                   | Mikel Landa           | Espagne               | Astana                | en 4 h 6 min 1 s      |
| 2e                    | Tim Wellens           | Belgique              | Lotto-Soudal          | + 3 s                 |
| 3e                    | Thomas Danielson      | États-Unis            | Cannondale-Garmin     | + 16 s                |
| 4e                    | Rein Taaramäe         | Estonie               | Astana                | + 28 s                |
| 5e                    | Tony Gallopin         | France                | Lotto-Soudal          | + 38 s                |
| 6e                    | Simon Yates           | Royaume-Uni           | Orica-GreenEDGE       | + 53 s                |
| 7e                    | Sergio Henao          | Colombie              | Sky                   | + 56 s                |
| 8e                    | Joaquim Rodríguez     | Espagne               | Katusha               | + 56 s                |
| 9e                    | Tom-Jelte Slagter     | Pays-Bas              | Cannondale-Garmin     | + 1 min 5 s           |
| 10e                   | Alexis Vuillermoz     | France                | AG2R La Mondiale      | + 1 min 6 s           |
| modifier              |                       |                       |                       |                       |

| Classement général | Classement général | Classement général | Classement général | Classement général  |
|                    | Coureur            | Pays               | Équipe             | Temps               |
| ------------------ | ------------------ | ------------------ | ------------------ | ------------------- |
| 1er                | Sergio Henao       | Colombie           | Sky                | en 21 h 20 min 48 s |
| 2e                 | Joaquim Rodríguez  | Espagne            | Katusha            | + 0 s               |
| 3e                 | Simon Yates        | Royaume-Uni        | Orica-GreenEDGE    | + 7 s               |
| 4e                 | Nairo Quintana     | Colombie           | Movistar           | + 12 s              |
| 5e                 | Michele Scarponi   | Italie             | Astana             | + 22 s              |
| 6e                 | Simon Špilak       | Slovénie           | Katusha            | + 22 s              |
| 7e                 | Ilnur Zakarin      | Russie             | Katusha            | + 28 s              |
| 8e                 | Ion Izagirre       | Espagne            | Movistar           | + 28 s              |
| 9e                 | Tejay van Garderen | États-Unis         | BMC Racing         | + 36 s              |
| 10e                | Thibaut Pinot      | France             | FDJ                | + 36 s              |
| modifier           |                    |                    |                    |                     |

### 6eétape
| Classement de l'étape | Classement de l'étape | Classement de l'étape | Classement de l'étape | Classement de l'étape |
|                       | Coureur               | Pays                  | Équipe                | Temps                 |
| --------------------- | --------------------- | --------------------- | --------------------- | --------------------- |
| 1er                   | Tom Dumoulin          | Pays-Bas              | Giant-Alpecin         | en 28 min 46 s        |
| 2e                    | Joaquim Rodríguez     | Espagne               | Katusha               | + 4 s                 |
| 3e                    | Ion Izagirre          | Espagne               | Movistar              | + 5 s                 |
| 4e                    | Sergio Henao          | Colombie              | Sky                   | + 17 s                |
| 5e                    | Beñat Intxausti       | Espagne               | Movistar              | + 21 s                |
| 6e                    | Fabio Felline         | Italie                | Trek Factory Racing   | + 23 s                |
| 7e                    | Nairo Quintana        | Colombie              | Movistar              | + 30 s                |
| 8e                    | Rui Costa             | Portugal              | Lampre-Merida         | + 34 s                |
| 9e                    | Rein Taaramäe         | Estonie               | Astana                | + 36 s                |
| 10e                   | Michał Kwiatkowski    | Pologne               | Etixx-Quick Step      | + 37 s                |
| modifier              |                       |                       |                       |                       |

## Classements finals

### Classement général final
| Classement général final | Classement général final | Classement général final | Classement général final | Classement général final |
|                          | Coureur                  | Pays                     | Équipe                   | Temps                    |
| ------------------------ | ------------------------ | ------------------------ | ------------------------ | ------------------------ |
| 1er                      | Joaquim Rodríguez        | Espagne                  | Katusha                  | en 21 h 49 min 38 s      |
| 2e                       | Sergio Henao             | Colombie                 | Sky                      | + 13 s                   |
| 3e                       | Ion Izagirre             | Espagne                  | Movistar                 | + 29 s                   |
| 4e                       | Nairo Quintana           | Colombie                 | Movistar                 | + 38 s                   |
| 5e                       | Simon Yates              | Royaume-Uni              | Orica-GreenEDGE          | + 46 s                   |
| 6e                       | Michele Scarponi         | Italie                   | Astana                   | + 1 min 6 s              |
| 7e                       | Rui Costa                | Portugal                 | Lampre-Merida            | + 1 min 14 s             |
| 8e                       | Michał Kwiatkowski       | Pologne                  | Etixx-Quick Step         | + 1 min 15 s             |
| 9e                       | Ilnur Zakarin            | Russie                   | Katusha                  | + 1 min 25 s             |
| 10e                      | Thibaut Pinot            | France                   | FDJ                      | + 1 min 33 s             |
| modifier                 |                          |                          |                          |                          |

### Classements annexes
| Classement par points | Classement par points | Classement par points | Classement par points | Classement par points |
| --------------------- | --------------------- | --------------------- | --------------------- | --------------------- |
|                       | Coureur               | Pays                  | Équipe                | Point(s)              |
| 1er                   | Joaquim Rodríguez     | Espagne               | Katusha               | 78 points             |
| 2e                    | Michał Kwiatkowski    | Pologne               | Etixx-Quick Step      | 62 pts                |
| 3e                    | Sergio Henao          | Colombie              | Sky                   | 55 pts                |
| modifier              |                       |                       |                       |                       |

| Classement de la montagne | Classement de la montagne | Classement de la montagne | Classement de la montagne | Classement de la montagne |
| ------------------------- | ------------------------- | ------------------------- | ------------------------- | ------------------------- |
|                           | Coureur                   | Pays                      | Équipe                    | Point(s)                  |
| 1er                       | Omar Fraile               | Espagne                   | Caja Rural-Seguros RGA    | 81 points                 |
| 2e                        | Amets Txurruka            | Espagne                   | Caja Rural-Seguros RGA    | 45 pts                    |
| 3e                        | Thomas Danielson          | États-Unis                | Cannondale-Garmin         | 33 pts                    |
| modifier                  |                           |                           |                           |                           |

| Classement des Metas Volantes | Classement des Metas Volantes | Classement des Metas Volantes | Classement des Metas Volantes | Classement des Metas Volantes |
| ----------------------------- | ----------------------------- | ----------------------------- | ----------------------------- | ----------------------------- |
|                               | Coureur                       | Pays                          | Équipe                        | Point(s)                      |
| 1er                           | Louis Vervaeke                | Belgique                      | Lotto-Soudal                  | 12 points                     |
| 2e                            | Omar Fraile                   | Espagne                       | Caja Rural-Seguros RGA        | 11 pts                        |
| 3e                            | Thomas Danielson              | États-Unis                    | Cannondale-Garmin             | 10 pts                        |
| modifier                      |                               |                               |                               |                               |

| Classement du meilleur jeune | Classement du meilleur jeune | Classement du meilleur jeune | Classement du meilleur jeune | Classement du meilleur jeune |
|                              | Coureur                      | Pays                         | Équipe                       | Temps                        |
| ---------------------------- | ---------------------------- | ---------------------------- | ---------------------------- | ---------------------------- |
| 1er                          | Simon Yates                  | Royaume-Uni                  | Orica-GreenEDGE              | en 21 h 50 min 24 s          |
| 2e                           | Jan Polanc                   | Slovénie                     | Lampre-Merida                | + 5 min 37 s                 |
| 3e                           | Davide Formolo               | Italie                       | Cannondale-Garmin            | + 6 min 57 s                 |
| modifier                     |                              |                              |                              |                              |

| \| Classement par équipes[9] \| Classement par équipes[9] \| Classement par équipes[9] \| Classement par équipes[9] \| \| \| Équipe \| Pays \| Temps \| \| ------------------------- \| ------------------------- \| ------------------------- \| ------------------------- \| \| 1re \| Katusha \| Russie \| en 65 h 31 min 56 s \| \| 2e \| BMC Racing \| États-Unis \| + 3 min 9 s \| \| 3e \| Movistar \| Espagne \| + 3 min 16 s \| \| modifier \| \| \| \| | L'Espagnol Joaquim Rodríguez (Katusha) remporte le classement du combiné |            |                     |
| Classement par équipes |                                                                          |            |                     |
| | Équipe                                                                   | Pays       | Temps               |
| 1re | Katusha                                                                  | Russie     | en 65 h 31 min 56 s |
| 2e | BMC Racing                                                               | États-Unis | + 3 min 9 s         |
| 3e | Movistar                                                                 | Espagne    | + 3 min 16 s        |
| modifier |                                                                          |            |                     |

### UCI World Tour
Ce Tour du Pays basque attribue des points pour l'UCI World Tour 2015, par équipes uniquement aux équipes ayant un label WorldTeam, individuellement uniquement aux coureurs des équipes ayant un label WorldTeam.
| Position,          | 1er | 2e | 3e | 4e | 5e | 6e | 7e | 8e | 9e | 10e |
| Classement général | 100 | 80 | 70 | 60 | 50 | 40 | 30 | 20 | 10 | 4   |
| Par étape          | 6   | 4  | 2  | 1  | 1  |    |    |    |    |     |

| Rang | Coureur            | Équipe              | Points |
| ---- | ------------------ | ------------------- | ------ |
| 1    | Joaquim Rodríguez  | Katusha             | 116    |
| 2    | Sergio Henao       | Sky                 | 86     |
| 3    | Ion Izagirre       | Movistar            | 73     |
| 4    | Nairo Quintana     | Movistar            | 62     |
| 5    | Simon Yates        | Orica-GreenEDGE     | 52     |
| 6    | Michele Scarponi   | Astana              | 40     |
| 7    | Rui Costa          | Lampre-Merida       | 30     |
| 8    | Michał Kwiatkowski | Etixx-Quick Step    | 26     |
| 9    | Ilnur Zakarin      | Katusha             | 12     |
| 10   | Michael Matthews   | Orica-GreenEDGE     | 10     |
| 11   | Tom Dumoulin       | Giant-Alpecin       | 6      |
| 11   | Fabio Felline      | Trek Factory Racing | 6      |
| 11   | Mikel Landa        | Astana              | 6      |
| 14   | Tony Gallopin      | Lotto-Soudal        | 4      |
| 14   | Bauke Mollema      | Trek Factory Racing | 4      |
| 14   | Thibaut Pinot      | FDJ                 | 4      |
| 14   | Tim Wellens        | Lotto-Soudal        | 4      |
| 18   | Thomas Danielson   | Cannondale-Garmin   | 2      |
| 19   | Philippe Gilbert   | BMC Racing          | 1      |
| 19   | Beñat Intxausti    | Movistar            | 1      |
| 19   | Rafał Majka        | Tinkoff-Saxo        | 1      |
| 19   | Kévin Réza         | FDJ                 | 1      |
| 19   | Rein Taaramäe      | Astana              | 1      |

#### Classement individuel
Ci-dessous, le classement individuel de l'UCI World Tour à l'issue de la course.
| Rang | Coureur            | Équipe           | Points |
| ---- | ------------------ | ---------------- | ------ |
| 1    | Richie Porte       | Sky              | 303    |
| 2    | Alexander Kristoff | Katusha          | 233    |
| 3    | Geraint Thomas     | Sky              | 184    |
| 4    | Nairo Quintana     | Movistar         | 168    |
| 5    | Niki Terpstra      | Etixx-Quick Step | 140    |
| 6    | Domenico Pozzovivo | AG2R La Mondiale | 136    |
| 7    | Peter Sagan        | Tinkoff-Saxo     | 136    |
| 8    | Rigoberto Urán     | Etixx-Quick Step | 133    |
| 9    | John Degenkolb     | Giant-Alpecin    | 132    |
| 10   | Joaquim Rodríguez  | Katusha          | 120    |

#### Classement par pays
Ci-dessous, le classement par pays de l'UCI World Tour à l'issue de la course.
| Rang | Pays        | Points |
| ---- | ----------- | ------ |
| 1    | Australie   | 588    |
| 2    | Espagne     | 457    |
| 3    | Colombie    | 428    |
| 4    | Pays-Bas    | 375    |
| 5    | Italie      | 359    |
| 6    | Belgique    | 268    |
| 7    | Royaume-Uni | 246    |
| 8    | Norvège     | 233    |
| 9    | Allemagne   | 141    |
| 10   | Slovaquie   | 136    |

#### Classement par équipes
Ci-dessous, le classement par équipes de l'UCI World Tour à l'issue de la course.
| Rang | Équipe           | Points |
| ---- | ---------------- | ------ |
| 1    | Sky              | 611    |
| 2    | Katusha          | 523    |
| 3    | Etixx-Quick Step | 510    |
| 4    | Movistar         | 423    |
| 5    | BMC Racing       | 310    |
| 6    | Tinkoff-Saxo     | 278    |
| 7    | Lampre-Merida    | 217    |
| 8    | Lotto-Soudal     | 204    |
| 9    | Giant-Alpecin    | 202    |
| 10   | Orica-GreenEDGE  | 196    |

## Évolution des classements
| Étape              | Vainqueur          | Classement général | Classement par points | Classement de la montagne | Classement des Metas Volantes | Classement du meilleur jeune | Classement par équipes |
| ------------------ | ------------------ | ------------------ | --------------------- | ------------------------- | ----------------------------- | ---------------------------- | ---------------------- |
| 1                  | Michael Matthews   | Michael Matthews   | Michael Matthews      | Omar Fraile               | Omar Fraile                   | Petr Vakoč                   | Etixx-Quick Step       |
| 2                  | Fabio Felline      | Michael Matthews   | Michael Matthews      | Amets Txurruka            | Louis Vervaeke                | Petr Vakoč                   | Etixx-Quick Step       |
| 3                  | Joaquim Rodríguez  | Sergio Henao       | Michał Kwiatkowski    | Omar Fraile               | Omar Fraile                   | Simon Yates                  | Katusha                |
| 4                  | Joaquim Rodríguez  | Sergio Henao       | Michał Kwiatkowski    | Omar Fraile               | Omar Fraile                   | Simon Yates                  | Katusha                |
| 5                  | Mikel Landa        | Sergio Henao       | Joaquim Rodríguez     | Omar Fraile               | Louis Vervaeke                | Simon Yates                  | Katusha                |
| 6                  | Tom Dumoulin       | Joaquim Rodríguez  | Joaquim Rodríguez     | Omar Fraile               | Louis Vervaeke                | Simon Yates                  | Katusha                |
| Classements finals | Classements finals | Joaquim Rodríguez  | Joaquim Rodríguez     | Omar Fraile               | Louis Vervaeke                | Simon Yates                  | Katusha                |

## Liste des participants
- Liste de départ complète

| Légende                             | Légende                                                                                                  | Légende                                                                    | Légende                                                                                                  |
| ----------------------------------- | --- | -------------------------------------------------------------------------- | --- |
| Num                                 | Dossard de départ porté par le coureur sur ce Tour du Pays basque                                        | Pos                                                                        | Position finale au classement général                                                                    |
| Leader du classement général        | Indique le vainqueur du classement général                                                               | Leader du classement par points                                            | Indique le vainqueur du classement par points                                                            |
| Leader du classement de la montagne | Indique le vainqueur du classement de la montagne                                                        | [[Fichier:\|20px\|class=noviewer\|Leader du classement du meilleur jeune]] | Indique le vainqueur du classement du meilleur jeune                                                     |
|                                     | Indique un maillot de champion national ou mondial, suivi de sa spécialité                               | #                                                                          | Indique la meilleure équipe                                                                              |
| NP                                  | Indique un coureur qui n'a pas pris le départ d'une étape, suivi du numéro de l'étape où il s'est retiré | AB                                                                         | Indique un coureur qui n'a pas terminé une étape, suivi du numéro de l'étape où il s'est retiré          |
| HD                                  | Indique un coureur qui a terminé une étape hors des délais, suivi du numéro de l'étape                   | *                                                                          | Indique un coureur en lice pour le classement du meilleur jeune (coureurs nés après le 1er janvier 1991) |

| Tinkoff-Saxo TCS               | Tinkoff-Saxo TCS           | Tinkoff-Saxo TCS |
| ------------------------------ | -------------------------- | ---------------- |
| Num                            | Coureur                    | Pos              |
| 1                              | Rafał Majka (POL)          | 15e              |
| 2                              | Edward Beltrán (COL)       | 96e              |
| 3                              | Robert Kišerlovski (CRO)   | NP-4             |
| 4                              | Evgueni Petrov (RUS)       | 102e             |
| 5                              | Bruno Pires (POR)          | 71e              |
| 6                              | Paweł Poljański (POL)      | 35e              |
| 7                              | Chris Anker Sørensen (DEN) | 40e              |
| 8                              | Oliver Zaugg (SUI)         | AB-5             |
| Directeur sportif : Sean Yates |                            |                  |

| BMC Racing BMC                    | BMC Racing BMC           | BMC Racing BMC |
| --------------------------------- | ------------------------ | -------------- |
| Num                               | Coureur                  | Pos            |
| 11                                | Tejay van Garderen (USA) | 11e            |
| 12                                | Philippe Gilbert (BEL)   | 25e            |
| 13                                | Samuel Sánchez (ESP)     | 13e            |
| 14                                | Darwin Atapuma (COL)     | 19e            |
| 15                                | Brent Bookwalter (USA)   | 81e            |
| 16                                | Rohan Dennis (AUS)       | 42e            |
| 17                                | Joey Rosskopf (USA)      | 105e           |
| 18                                | Peter Stetina (USA)      | NP-2           |
| Directeur sportif : Yvon Ledanois |                          |                |

| Sky SKY                               | Sky SKY                         | Sky SKY |
| ------------------------------------- | ------------------------------- | ------- |
| Num                                   | Coureur                         | Pos     |
| 21                                    | Mikel Nieve (ESP)               | 45e     |
| 22                                    | Sergio Henao (COL)              | 2e      |
| 23                                    | Vasil Kiryienka (BLR)           | 41e     |
| 24                                    | David López García (ESP)        | 17e     |
| 25                                    | Danny Pate (USA)                | AB-5    |
| 26                                    | Kanstantsin Siutsou (BLR) (Clm) | 46e     |
| 27                                    | Ben Swift (GBR)                 | AB-2    |
| 28                                    | Xabier Zandio (ESP)             | 90e     |
| Directeur sportif : Kurt Asle Arvesen |                                 |         |

| Movistar MOV                            | Movistar MOV               | Movistar MOV |
| --------------------------------------- | -------------------------- | ------------ |
| Num                                     | Coureur                    | Pos          |
| 31                                      | Nairo Quintana (COL)       | 4e           |
| 32                                      | Giovanni Visconti (ITA)    | NP-6         |
| 33                                      | Igor Antón (ESP)           | NP-6         |
| 34                                      | Jonathan Castroviejo (ESP) | NP-6         |
| 35                                      | José Herrada (ESP)         | NP-6         |
| 36                                      | Beñat Intxausti (ESP)      | 30e          |
| 37                                      | Gorka Izagirre (ESP)       | 62e          |
| 38                                      | Ion Izagirre (ESP) (Route) | 3e           |
| Directeur sportif : José Luis Jaimerena |                            |              |

| Giant-Alpecin TGA                        | Giant-Alpecin TGA         | Giant-Alpecin TGA |
| ---------------------------------------- | ------------------------- | ----------------- |
| Num                                      | Coureur                   | Pos               |
| 41                                       | Tom Dumoulin (NED) (Clm)  | 29e               |
| 42                                       | Lawson Craddock (USA)*    | 75e               |
| 43                                       | Caleb Fairly (USA)        | AB-6              |
| 44                                       | Johannes Fröhlinger (GER) | NP-6              |
| 45                                       | Ji Cheng (CHN)            | AB-4              |
| 46                                       | Fredrik Ludvigsson (SWE)* | AB-4              |
| 47                                       | Carter Jones (USA)        | AB-4              |
| 48                                       | Thierry Hupond (FRA)      | NP-4              |
| Directeur sportif : Christian Guiberteau |                           |                   |

| AG2R La Mondiale ALM              | AG2R La Mondiale ALM         | AG2R La Mondiale ALM |
| --------------------------------- | ---------------------------- | -------------------- |
| Num                               | Coureur                      | Pos                  |
| 51                                | Jean-Christophe Péraud (FRA) | 16e                  |
| 52                                | Carlos Betancur (COL)        | 98e                  |
| 53                                | Julien Bérard (FRA)          | 99e                  |
| 54                                | Hubert Dupont (FRA)          | 36e                  |
| 55                                | Matteo Montaguti (ITA)       | NP-6                 |
| 56                                | Rinaldo Nocentini (ITA)      | 86e                  |
| 57                                | Mikaël Cherel (FRA)          | 50e                  |
| 58                                | Alexis Vuillermoz (FRA)      | 14e                  |
| Directeur sportif : Didier Jannel |                              |                      |

| Orica-GreenEDGE OGE               | Orica-GreenEDGE OGE     | Orica-GreenEDGE OGE |
| --------------------------------- | ----------------------- | ------------------- |
| Num                               | Coureur                 | Pos                 |
| 61                                | Michael Albasini (SUI)  | 55e                 |
| 62                                | Simon Gerrans (AUS)     | NP-6                |
| 63                                | Esteban Chaves (COL)    | 21e                 |
| 64                                | Daryl Impey (RSA) (Clm) | 52e                 |
| 65                                | Michael Matthews (AUS)  | NP-6                |
| 66                                | Pieter Weening (NED)    | 60e                 |
| 67                                | Adam Yates (GBR)*       | NP-2                |
| 68                                | Simon Yates (GBR)*      | 5e                  |
| Directeur sportif : Neil Stephens |                         |                     |

| IAM                                 | IAM                         | IAM  |
| ----------------------------------- | --------------------------- | ---- |
| Num                                 | Coureur                     | Pos  |
| 71                                  | Jérôme Coppel (FRA)         | AB-4 |
| 72                                  | Clément Chevrier (FRA)*     | 70e  |
| 73                                  | Jonathan Fumeaux (SUI)      | 66e  |
| 74                                  | Jarlinson Pantano (COL)     | AB-2 |
| 75                                  | Patrick Schelling (SUI)     | AB-4 |
| 76                                  | Sébastien Reichenbach (SUI) | 79e  |
| 77                                  | David Tanner (AUS)          | AB-4 |
| 78                                  | Lawrence Warbasse (USA)     | 76e  |
| Directeur sportif : Kjell Carlström |                             |      |

| Lotto NL-Jumbo TLJ              | Lotto NL-Jumbo TLJ        | Lotto NL-Jumbo TLJ |
| ------------------------------- | ------------------------- | ------------------ |
| Num                             | Coureur                   | Pos                |
| 81                              | Mike Teunissen (NED)      | HD-1               |
| 82                              | George Bennett (NZL)      | 58e                |
| 83                              | Brian Bulgaç (NED)        | AB-2               |
| 84                              | Kevin De Weert (BEL)      | 100e               |
| 85                              | Bert-Jan Lindeman (NED)   | AB-5               |
| 86                              | Martijn Keizer (NED)      | NP-4               |
| 87                              | Timo Roosen (NED)*        | 106e               |
| 88                              | Nick van der Lijke (NED)* | 84e                |
| Directeur sportif : Erik Dekker |                           |                    |

| Astana AST                              | Astana AST                  | Astana AST |
| --------------------------------------- | --------------------------- | ---------- |
| Num                                     | Coureur                     | Pos        |
| 91                                      | Mikel Landa (ESP)           | 22e        |
| 92                                      | Michele Scarponi (ITA)      | 6e         |
| 93                                      | Bakhtiyar Kozhatayev (KAZ)* | 97e        |
| 94                                      | Valerio Agnoli (ITA)        | 74e        |
| 95                                      | Alessandro Vanotti (ITA)    | 104e       |
| 96                                      | Luis León Sánchez (ESP)     | 18e        |
| 97                                      | Rein Taaramäe (EST)         | 47e        |
| 98                                      | Lieuwe Westra (NED)         | AB-5       |
| Directeur sportif : Giuseppe Martinelli |                             |            |

| Lotto-Soudal LTS    | Lotto-Soudal LTS         | Lotto-Soudal LTS |
| ------------------- | ------------------------ | ---------------- |
| Num                 | Coureur                  | Pos              |
| 101                 | Tony Gallopin (FRA)      | NP-6             |
| 102                 | Maxime Monfort (BEL)     | 43e              |
| 103                 | Bart De Clercq (BEL)     | 34e              |
| 104                 | Louis Vervaeke (BEL)*    | 68e              |
| 105                 | Tosh Van der Sande (BEL) | AB-2             |
| 106                 | Sander Armée (BEL)       | 54e              |
| 107                 | Jelle Vanendert (BEL)    | NP-6             |
| 108                 | Tim Wellens (BEL)*       | NP-6             |
| Directeur sportif : |                          |                  |

| Etixx-Quick Step EQS           | Etixx-Quick Step EQS                   | Etixx-Quick Step EQS |
| ------------------------------ | -------------------------------------- | -------------------- |
| Num                            | Coureur                                | Pos                  |
| 111                            | Michał Kwiatkowski (POL) (Route) (Clm) | 8e                   |
| 112                            | Tony Martin (GER) (Clm)                | 32e                  |
| 113                            | Julien Vermote (BEL)                   | 88e                  |
| 114                            | David de la Cruz (ESP)                 | 67e                  |
| 115                            | Michał Gołaś (POL)                     | 63e                  |
| 116                            | Gianni Meersman (BEL)                  | NP-5                 |
| 117                            | Petr Vakoč (CZE)*                      | 28e                  |
| 118                            | Carlos Verona (ESP)*                   | NP-5                 |
| Directeur sportif : Brian Holm |                                        |                      |

| Katusha # KAT                    | Katusha # KAT           | Katusha # KAT |
| -------------------------------- | ----------------------- | ------------- |
| Num                              | Coureur                 | Pos           |
| 121                              | Joaquim Rodríguez (ESP) | 1er           |
| 122                              | Simon Špilak (SLO)      | 12e           |
| 123                              | Daniel Moreno (ESP)     | 20e           |
| 124                              | Alexandr Kolobnev (RUS) | 80e           |
| 125                              | Maxim Belkov (RUS)      | 103e          |
| 126                              | Sergueï Lagoutine (RUS) | NP-6          |
| 127                              | Ángel Vicioso (ESP)     | AB-4          |
| 128                              | Ilnur Zakarin (RUS)     | 9e            |
| Directeur sportif : José Azevedo |                         |               |

| Lampre-Merida LAM                    | Lampre-Merida LAM    | Lampre-Merida LAM |
| ------------------------------------ | -------------------- | ----------------- |
| Num                                  | Coureur              | Pos               |
| 131                                  | Rui Costa (POR)      | 7e                |
| 132                                  | Matteo Bono (ITA)    | 94e               |
| 133                                  | Mário Costa (POR)    | 101e              |
| 134                                  | Valerio Conti (ITA)* | 78e               |
| 135                                  | Rubén Plaza (ESP)    | 72e               |
| 136                                  | Jan Polanc (SLO)*    | 23e               |
| 137                                  | José Serpa (COL)     | 48e               |
| 138                                  | Diego Ulissi (ITA)   | 64e               |
| Directeur sportif : Philippe Mauduit |                      |                   |

| FDJ                                 | FDJ                             | FDJ  |
| ----------------------------------- | ------------------------------- | ---- |
| Num                                 | Coureur                         | Pos  |
| 141                                 | Thibaut Pinot (FRA)             | 10e  |
| 142                                 | Kenny Elissonde (FRA)*          | 73e  |
| 143                                 | Arnold Jeannesson (FRA)         | AB-2 |
| 144                                 | Pierre-Henri Lecuisinier (FRA)* | AB-1 |
| 145                                 | Francis Mourey (FRA)            | 83e  |
| 146                                 | Kévin Réza (FRA)                | AB-4 |
| 147                                 | Jérémy Roy (FRA)                | 95e  |
| 148                                 | Jussi Veikkanen (FIN) (Route)   | AB-3 |
| Directeur sportif : Thierry Bricaud |                                 |      |

| Cannondale-Garmin TCG                | Cannondale-Garmin TCG   | Cannondale-Garmin TCG |
| ------------------------------------ | ----------------------- | --------------------- |
| Num                                  | Coureur                 | Pos                   |
| 151                                  | Andrew Talansky (USA)   | 49e                   |
| 152                                  | Tom-Jelte Slagter (NED) | 27e                   |
| 153                                  | Janier Acevedo (COL)    | AB-5                  |
| 154                                  | Nathan Brown (USA)*     | 77e                   |
| 155                                  | André Cardoso (POR)     | 51e                   |
| 156                                  | Thomas Danielson (USA)  | 33e                   |
| 157                                  | Davide Formolo (ITA)*   | 24e                   |
| 158                                  | Matej Mohorič (SLO)*    | 87e                   |
| Directeur sportif : Bingen Fernández |                         |                       |

| Trek Factory Racing TFR          | Trek Factory Racing TFR     | Trek Factory Racing TFR |
| -------------------------------- | --------------------------- | ----------------------- |
| Num                              | Coureur                     | Pos                     |
| 161                              | Bauke Mollema (NED)         | NP-6                    |
| 162                              | Fränk Schleck (LUX) (Route) | 57e                     |
| 163                              | Haimar Zubeldia (ESP)       | 38e                     |
| 164                              | Julián Arredondo (COL)      | 69e                     |
| 165                              | Calvin Watson (AUS)*        | AB-3                    |
| 166                              | Laurent Didier (LUX) (Clm)  | 93e                     |
| 167                              | Fabio Felline (ITA)         | 39e                     |
| 168                              | Bob Jungels (LUX)*          | 31e                     |
| Directeur sportif : Kim Andersen |                             |                         |

| Caja Rural-Seguros RGA CJR             | Caja Rural-Seguros RGA CJR | Caja Rural-Seguros RGA CJR |
| -------------------------------------- | -------------------------- | -------------------------- |
| Num                                    | Coureur                    | Pos                        |
| 171                                    | Sergio Pardilla (ESP)      | NP-2                       |
| 172                                    | David Arroyo (ESP)         | 65e                        |
| 173                                    | Peio Bilbao (ESP)          | 56e                        |
| 174                                    | Hugh Carthy (GBR)*         | 85e                        |
| 175                                    | Fabricio Ferrari (URU)     | 82e                        |
| 176                                    | Omar Fraile (ESP)          | 92e                        |
| 177                                    | Antonio Molina (ESP)*      | 91e                        |
| 178                                    | Amets Txurruka (ESP)       | 59e                        |
| Directeur sportif : Eugenio Goikoetxea |                            |                            |

| Cofidis COF                     | Cofidis COF             | Cofidis COF |
| ------------------------------- | ----------------------- | ----------- |
| Num                             | Coureur                 | Pos         |
| 181                             | Daniel Navarro (ESP)    | NP-1        |
| 182                             | Julien Simon (FRA)      | 53e         |
| 183                             | Yoann Bagot (FRA)       | 44e         |
| 184                             | Anthony Turgis (FRA)*   | 89e         |
| 185                             | Nicolas Edet (FRA)      | NP-2        |
| 186                             | Romain Hardy (FRA)      | 37e         |
| 187                             | Rudy Molard (FRA)       | 26e         |
| 188                             | Stéphane Rossetto (FRA) | 61e         |
| Directeur sportif : Didier Rous |                         |             |